# 1. Serenade (Brahms)
Die Serenade Nr. 1 D-Dur op. 11 ist das Resultat eingehender Beschäftigung von Johannes Brahms mit Serenaden Mozarts und Sinfonien Haydns. Ihre Entstehungszeit Ende der 1850er-Jahre überlappt sich teilweise mit derjenigen des Schwesterwerks Serenade Nr. 2 A-Dur op. 16. Zugleich fällt sie teilweise in die Phase, in der Brahms sein in schwierigem Schaffensprozess entstandenes 1. Klavierkonzert überarbeitete.

## Entstehung und Uraufführung
Johannes Brahms arbeitete ab September 1857 bis zum Jahr 1859 jeweils von September bis Dezember am Detmolder Fürstenhof als Konzertpianist, Dirigent des Hofchores sowie Klavierlehrer der Prinzessin Friederike. Dort studierte er Sinfonien von Joseph Haydn und ließ sich von dem befreundeten Joseph Joachim Partituren der Serenaden Wolfgang Amadeus Mozarts zusenden. Nach einem eigenhändigen Werkkatalog von Brahms entstand die 1. Serenade „1857-8“. Im September 1858 spielte er in Göttingen den Freunden Clara Schumann, Julius Otto Grimm und Joseph Joachim eine erste vorläufige Fassung vor, die zunächst vier Sätze umfasste (strukturell den späteren Sätzen 1 bis 4 jedoch nur teilweise entsprechend). In der sechssätzigen Gestalt brachte Joachim das Werk am 28. März 1859 in Hamburg zur Uraufführung. Als damalige Besetzung ließ sich ein Nonett (eine Flöte, zwei Klarinetten, ein Horn, ein Fagott sowie Streicher) ermitteln (kein Oktett, wie frühere Biographen, etwa Max Kalbeck, annehmen).
Im Dezember 1859 erbat sich Brahms bei Joachim Notenpapier mit der Absicht, das Werk „in eine Sinfonie zu verwandeln“. Die Orchestrierung erfolgte bis Ende Januar 1860. Allerdings lässt das Autograph erkennen, dass Brahms zu Beginn der Orchestrierung das Werk mit „Serenade“ betitelte, dann den Vorsatz „Symphonie-“ hinzufügte, diesen jedoch im Februar 1860 wieder strich. Die Uraufführung der definitiven Endfassung erfolgte am 3. März 1860 im Königlichen Hoftheater Hannover, wiederum unter der Leitung Joseph Joachims. Im gleichen Jahr erschien das Werk beim Verlag Breitkopf & Härtel in Leipzig im Druck. Die Komposition setzte sich in den folgenden Jahren jedoch nur zögernd durch.

## Instrumentation
Die Partitur sieht folgende Besetzung vor: zwei Flöten, zwei Oboen, zwei Klarinetten, zwei Fagotte, vier Hörner, zwei Trompeten, Pauken und Streicher.

## Aufbau und Charakteristika
Die Aufführungsdauer des sechssätzigen, von heiterer Grundstimmung geprägten Werkes beträgt etwa 45 Minuten. Proportionen – die drei ersten Sätze dauern gut 30 Minuten, die drei folgenden knapp 15 Minuten – und kompositorische Durcharbeitung mit in den ersten Sätzen teils durchaus sinfonischen Zügen, während die Sätze 4 bis 6 eher serenadentypisch angelegt sind, lassen noch die von Brahms zeitweilig geplante Sinfoniekomposition erahnen.
- I. Allegro molto. Das in D-Dur stehende 1. Thema des der Sonatensatzform folgenden Satzes ist mit dem Finalthema der 104. Sinfonie Joseph Haydns verwandt. Die Durchführung zeigt für Brahms typische Synkopierungen und triolische Bildungen.
- II. Scherzo, Allegro non troppo. Als Da-capo-Form (Scherzo mit Trio) angelegt. Das unisono angestimmte Hauptthema steht in d-Moll und ähnelt demjenigen des Scherzos in Brahms’ späterem 2. Klavierkonzert.
- III. Adagio non troppo. Breit angelegte Sonatenform (250 Takte), das Hauptthema des sehr gesanglichen Satzes bei zugleich kunstvoller thematischer Arbeit steht in B-Dur.
- IV. Menuetto. Da capo-Form mit Menuetto I (G-Dur) und Menuetto II (g-Moll). In seiner kammermusikalischen Besetzung und thematischen Bildung ist dieser Satz stark an klassische Vorbilder angelehnt.
- V. Scherzo, Allegro. Da capo-Form (Scherzo mit Trio) mit Beethoven-Anklängen, das erste Thema in D-Dur wird von den Hörnern intoniert.
- VI. Rondo, Allegro. Rondoform in der Abfolge A-B-A’-C-B’-A’’. Das marschartig-bewegte Hauptthema steht in D-Dur.

## Rekonstruktion und Rezeption
Der argentinische Dirigent und Komponist Jorge Rotter veröffentlichte 1987 „eine spekulative Rekonstruktion der verloren gegangenen Originalbesetzung für Nonett“ (1.0.2.1 – 1.0.0.0 – Streicher: 1.0.1.1.1). Hierzu schrieb der Komponist Horst Lohse Vier Kommentare und ein Zwischenspiel (Brahms-Reflexionen, uraufgeführt 1989 in Leverkusen in Kombination mit Brahms’ Serenade).
Weitere kammermusikalische Versionen erstellten Alan Boustead (1987, für Nonett: 1.0.2.1 – 1.0.0.0 – Streicher: 1.0.1.1.1) und Chris Nex (für Dezett: 1.1.1.1 – 1.0.0.0 – Streicher: 1.1.1.1.1).